# Liste der Monuments historiques in Les Magnils-Reigniers
Die Liste der Monuments historiques in Les Magnils-Reigniers führt die Monuments historiques in der französischen Gemeinde Les Magnils-Reigniers auf.

## Liste der Bauwerke
| Bezeichnung       | Beschreibung                  | Standort | Kennzeichnung | Schutzstatus | Datum | Bild           |
| ----------------- | ----------------------------- | -------- | ------------- | ------------ | ----- | -------------- |
| Kirche St-Nicolas | Erbaut im 12./13. Jahrhundert | (Lage)   | PA00110159    | Classé       | 1906  | weitere Bilder |
| Priorat           |                               | (Lage)   | PA00110160    | Classé       | 1906  |                |